# هرشل گرینشپان
هرشل فایبل گرینشپان (۲۸ مارس ۱۹۲۱ – ۸ مه ۱۹۴۵ (احتمالاً)) یک یهودی آلمانی از تبار لهستانی بود. نازی‌ها از ترور دیپلمات آلمانی، ارنست فم رات، در ۷ نوامبر ۱۹۳۸ در پاریس به عنوان بهانه‌ای برای راه‌اندازی شب بلورین، که پوگرومی ضدیهودی میان ۹ تا ۱۰ نوامبر ۱۹۳۸ بود، بهره گرفتند پس از نبرد فرانسه، گرینشپان توسط گشتاپو دستگیر و به آلمان نازی منتقل شد. سرنوشت او ناشناخته مانده‌است؛ به‌طور کلی فرض بر این است که او از جنگ جهانی دوم جان سالم به در نبرد و در سال ۱۹۶۰ مرده اعلام شد. عکسی از مردی شبیه گرینشپان در سال ۲۰۱۶ به عنوان مدرکی برای اثبات ادعای زنده بودن وی در بامبرگ آلمان در ۳ ژوئیه ۱۹۴۶ منتشر شد. داستان زندگی وی موضوع چندین کتاب بوده‌است.